# توتول حسین بادشا
توتول حسین بادشا (بنگالی: টুটুল হোসেন বাদশা؛ زادهٔ ۱۲ اوت ۱۹۹۹) بازیکن فوتبال اهل بنگلادش است.
وی همچنین در تیم‌های ملی فوتبال زیر ۲۳ سال بنگلادش، و بنگلادش بازی کرده است.